# نراق
نَراق شهری در نزدیکی شهرستان دلیجان واقع در استان مرکزی ایران است. این شهر در میان شهرهای قم، کاشان و دلیجان و اصفهان است و آب و هوایی کوهستانی و سردسیر دارد. غار چال‌نخجیر در جاده دلیجان و حومه این شهر قرار گرفته است

## موقعیت جغرافیایی
نراق در طول جغرافیایی ۵۰/۸۳۹۸۲۵۲۸ و عرض جغرافیایی ۳۴/۰۰۹۶۰۳۳ واقع گردیده است.
این شهر از طرف شمال به کوه ال و از سوی شرق در ۱۸ کیلومتری به شهر دلیجان و از طرف جنوب به روستای سینقان راه دارد.
آب‌انبارهای شهر نراق یکی از شاهکارهای معماری دوره قاجار به‌شمار می‌روند. این آب‌انبارها در هر سه محله نراق یعنی محله بالا، محله پایین و محله بازار پراکنده‌اند. نیز در نراق بیش از ۱۵ آسیاب آبی وجود دارد و از همین روی در قدیم نراق را شهر آسیاب‌ها هم نامیده‌اند.

## زبان
زبان راجی یکی از زبان‌های ایران مرکزی که از زبان‌های باستانی ایران و به عقیده برخی برگرفته از زبان مادی است میان مردم شهر رایج است.

## نام‌گذاری
دربارهٔ نام نراق چند وجه تسمیه وجود دارد.
1. گروهی بر این باورند که نام نراق ابتدا نراک به معنای شهر جاویدان بوده و بعدها که با ورود زبان عربی به ق تبدیل شده است.
2. برخی دیگر اعتقاد دارند چون نراق اولیه را جمعی از اشعریون در قرن اول هجری بعد از ورود به قم و استقرار در این منطقه تأسیس کردند از قلب شده کلمه قرآن برای آن نام انتخاب کردند و کلمه نراق قلب شده کلمه قران می‌باشد.
3. برخی می‌گویند نراق ابتدا نر عراق به معنای بلندی عراق عجم بوده که بعدها به نر آق یا نراق تقلیل یافته است.
4. عده‌ای هم اعتقاد دارند نام ابتدا نر آق بوده به معنای بلندی که از دور سفیدی می‌زند. چون خاک بام نراق از یک نوع خاک رسی سفید رنگ تشکیل شده وجه تسمیه ان را نر آق نامیده‌اند.
5. گروهی هم نراق را برگفته از نام ستاره‌ای می‌دانند.

## پیشینه
نراق از قدمت تاریخی بالایی برخوردار است. برخی مورخان، تاریخ شکل‌گیری این شهر را قبل از اسلام می‌دانند و معتقدند در ابتدا ۷ روستای در مجاورت هم در این ناحیه وجود داشته است که اهالی آن‌ها به دین زرتشت و گبر بوده‌اند. نراق امروزی در دوره‌های پس از ورود اسلام به ایران و توسط شخصی ملقب به ریش‌بلند که سمت کدخدایی داشته، در مکان نراق سفلی احداث شده است.

## جمعیت
بر پایه سرشماری عمومی نفوس و مسکن در سال ۱۳۹۵ جمعیت این شهر ۲٬۵۹۲ نفر (۸۷۲ خانوار) بوده است.

## جاذبه‌های طبیعی
از جاذبه‌های طبیعی نراق می‌توان به غار چال نخجیر اشاره کرد. غار آهکی و زنده که بیش از یک کیلومتر آن بهره‌برداری شده و امکان بازدید از آن مهیاست. دمای این غار در تمام سال ثابت بوده و از این بابت در همه فصول و ماه‌های سال پذیرای گردشگران است.
آبشار گیسو (آبشتاب): آبشاری طبیعی و البته فصلی که در فاصله ۳ کیلومتری شهر نراق واقع شده است. برای رسیدن به این آبشار باید مسافتی حدود ۲۰ دقیقه ای در طبیعتی زیبا را پیاده‌روی کرد. بهترین فصل برای دیدن این آبشار بهار و به ویژه فروردین ماه می‌باشد.

## بناهای تاریخی

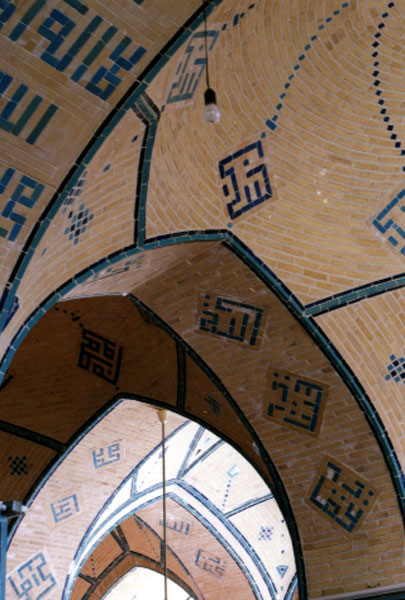
آجرکاری مسجد آدینهٔ نراق

- مسجد جامع نراق در سال ۱۲۴۳ هجری قمری و در زمان فتحعلی‌شاه ساخته شده است. در ورودی مسجد از جنس چوب گردو کنده‌کاری‌شده است. محراب مسجد با کاشی‌های رنگی و طرح‌های اسلیمی تشکیل شده است که زیبایی خاصی به بنا می‌بخشد.
- بازار نراق معروف به بازار شمس‌السلطنه، از آثار تاریخی زیبای نراق محسوب می‌شود که قدمت آن به سده ۱۳ هجری قمری بازمی‌گردد. دیوارهای بازار از جنس آجر و سقف آن، ضربی آجری است. در حجره‌ها از جنس چوب کنده‌کاری شده می‌باشد. در طبقه فوقانی بازار، اتاق‌هایی برای استراحت کاروانیان ساخته شده بوده.
- آب‌انبار حاج مهدی نراقی در سال ۱۲۶۴ هجری قمری ساخته شده.
- امامزاده بی بی زبیده خاتون مربوط به دوره صفوی - دوره قاجار است و در ۷ کیلومتری جنوب شرقی نراق واقع شده و این اثر در تاریخ ۱۰ دی ۱۳۸۱ با شمارهٔ ثبت ۶۹۷۲ به‌عنوان یکی از آثار ملی ایران به ثبت رسیده است.
- یخچال موجود در شمال نراق، آسیاب آبی و بادگیرهای نراق از جمله یادگارهای تاریخی با قدمت ۱۰۰ تا ۲۰۰ ساله است.
- حسینیه و آب انبار حاج عبد الباقی دوره ساخت قاجاری در مرکز محله سفلی
- قنات شهری حاج الله داد با قدمت بیشاز ۴۰۰ سال
- مسجد امام حسن با قدمت بیش از ۷۰۰ سال
- بقعه امامزاده سلیمان (سلجوقی و صفوی)
- بقعه امامزاده یحیی (سلجوقی)
- خانه تاریخی فاضلین نراقی صفوی

## سوغات نراق
«جوزغند» شیرینی محلی شهر نراق است که تهیه آن ۱۵ روز زمان می‌برد و به گران‌ترین شیرینی محلی ایرانی برای سوغات معروف است. فرهنگ «معین» یکی از معانی تعریف‌شده برای جوزغند را «جوز» شفتالوی خشک‌شده و «غند»، «آگند» یا «آکند» یعنی افکندن آورده است. جوزغند از میوه‌ای به نام «اَلگ» که هم‌خانواده هلو است ساخته می‌شود و طعم ترش و شیرین دارد. ساخت «جوزغند» اساساً یک کار گروهی در بین خانم‌های نراقی است و برای درست کردن این شیرینی میوه را پوست می‌کنند تا سه روز در پشت بام آفتاب بخورد و خشک شود، سپس هسته آن را خارج می‌کنند و یک روز دیگر در آفتاب می‌ماند، بعد داخل این میوه را با مواد مخلوط تشکیل‌شده از مغز بادام، شکر، هل، مغز هسته زردآلو و خاک قند پر می‌کنند.
به نظر می‌رسد در گذشته‌های دورتر، محدودیت‌های زمان جنگ، افراد را مجبور می‌کرده دست به ساخت چنین محصولاتی بزنند چرا که این ماده غذایی نیاز به گرم کردن نداشت، فضای زیادی را اشغال نمی‌کرد و کالری بسیار بالایی از خود آزاد می‌کرد، ضمن اینکه فاسد نمی‌شد و می‌توان آن را تا مدتهای طولانی خارج از یخچال نگه داشت.

## شهاب سنگ نراق
درساعت ۱۸:۳۰ روز ۲۸ مردادماه ۱۳۵۳ یک شهاب‌سنگ ۳ کیلوگرمی در نراق به زمین افتاد.
این شهاب‌سنگ بر روی سقف آزمایشگاه دبیرستان معصومی نراق سقوط کرد و حفره‌ای با قطر تقریبی بیست سانتی‌متر به وجود آورد، که البته در این رخداد کسی آسیب ندید.

## نگارخانه

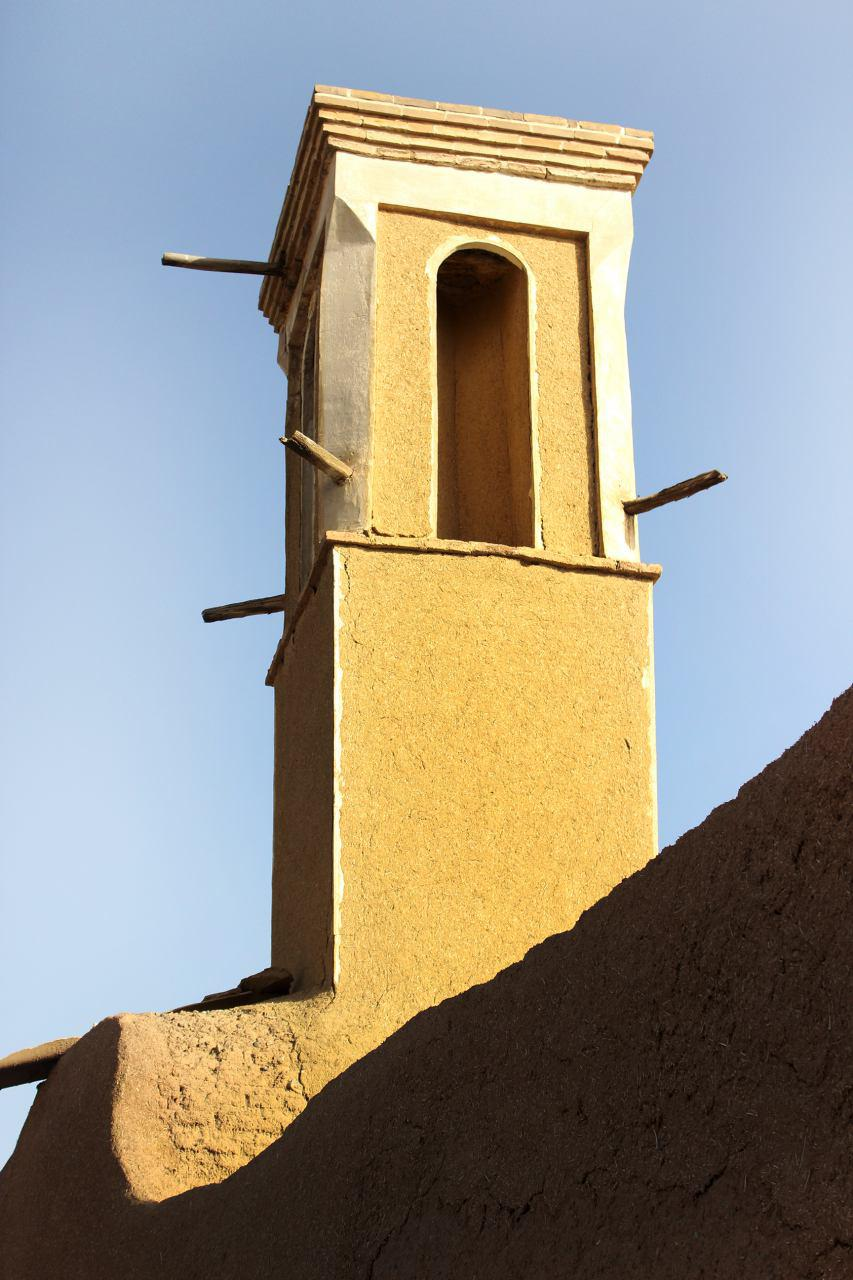
بادگیرهای نراق
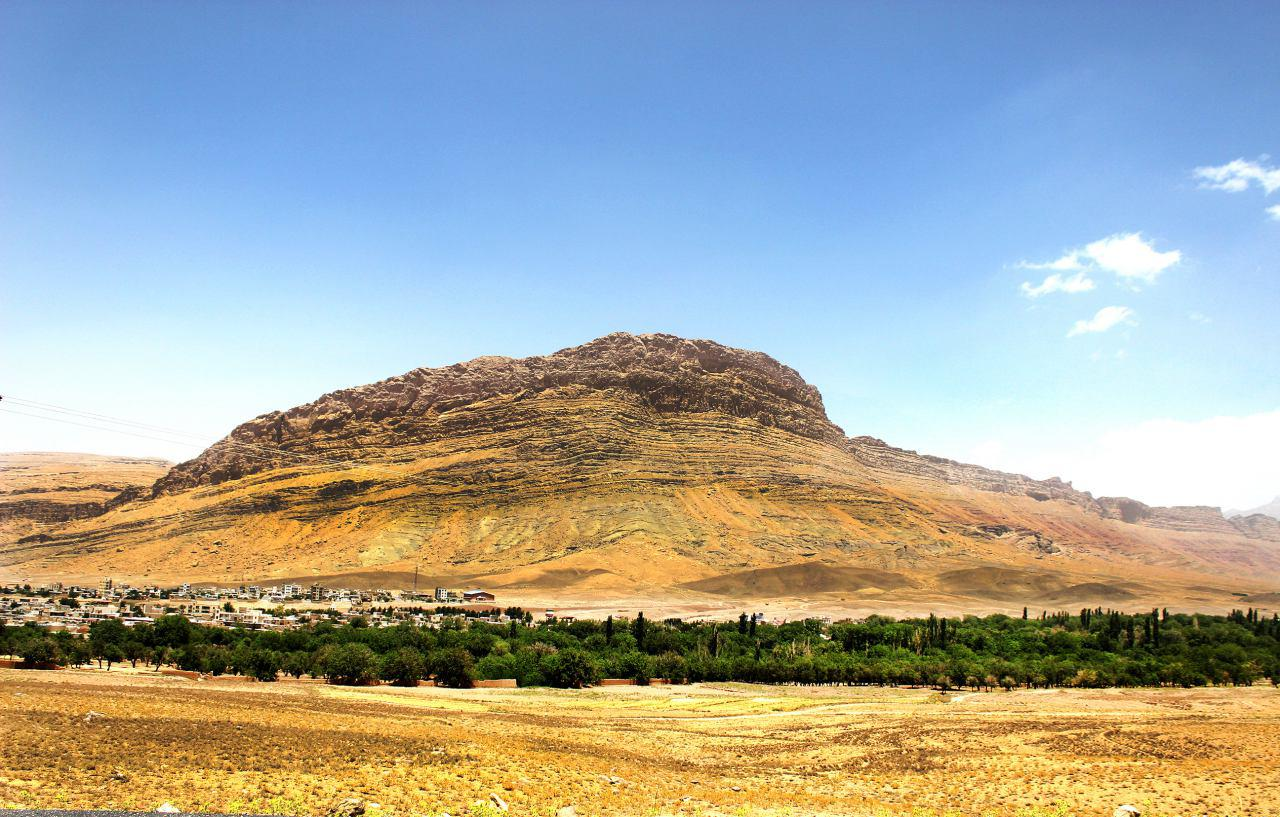
کوه «اُل»
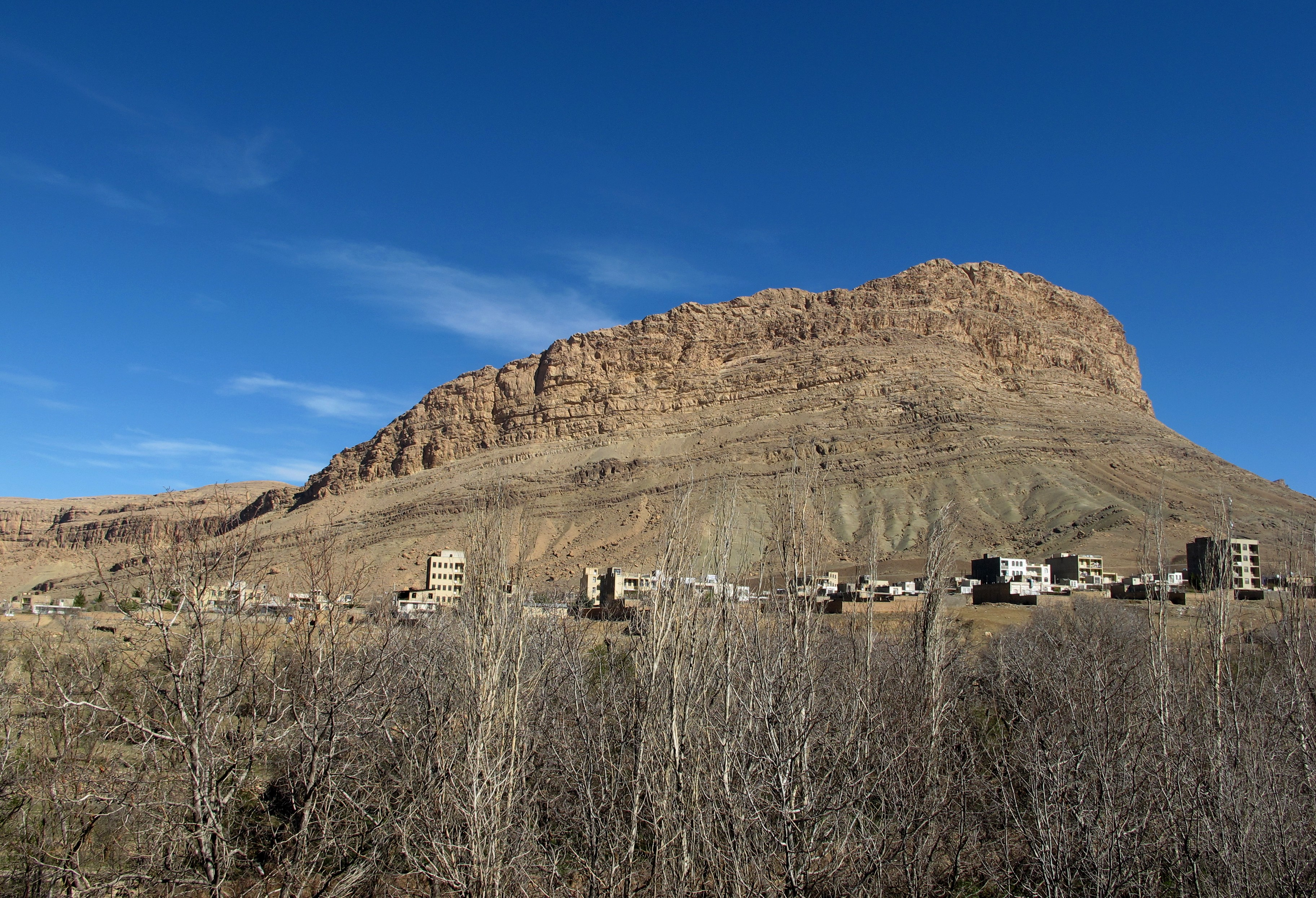
نمایی از کوه ال در نراق، شهرستان دلیجان